# 贝尔克国际风筝节

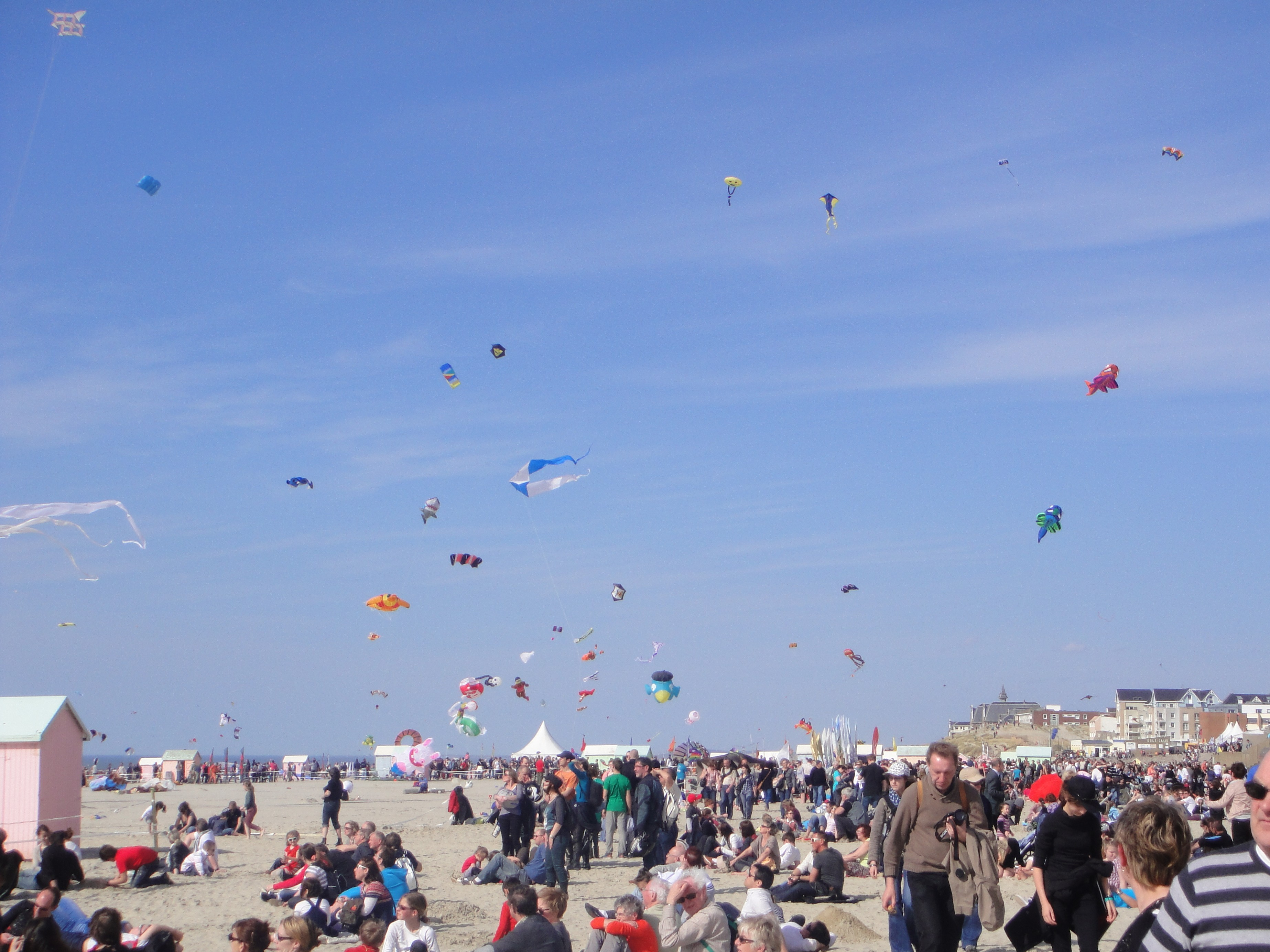
贝尔克国际风筝节

贝尔克国际风筝节（法語：Rencontres internationales de cerfs-volants）是法国每年4月会举行的一项庆典活动，也是该国规模最大、最具影响力的风筝主题活动。

## 历史
1987年在法国海滨城市贝尔克建立。2024年4月20日第37届风筝节揭幕，中国担任主宾国，这也是2024中法文化旅游年的重点项目之一。

## 画廊

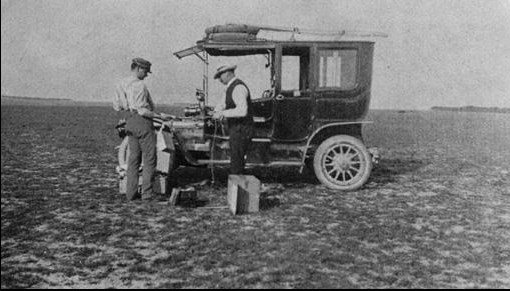
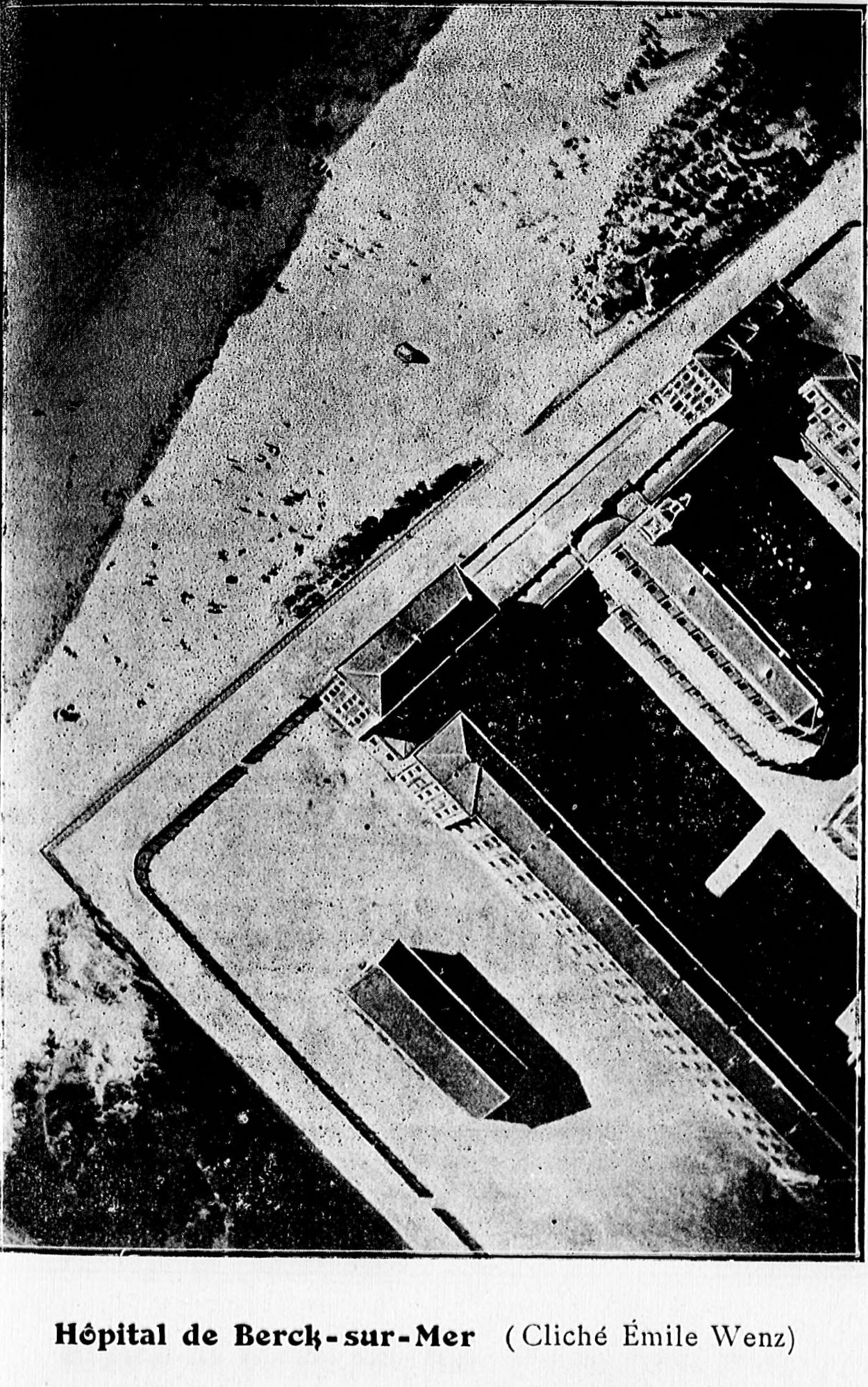
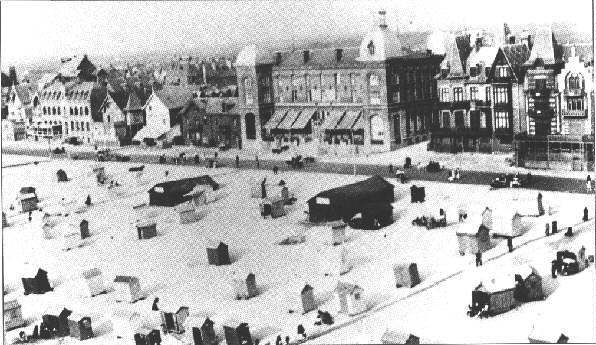